# Auguste-Joseph Desarnod der Ältere
Auguste-Joseph Desarnod der Ältere (französisch Auguste-Joseph Desarnod l’Ancien, russisch Август Осипович Дезарно, * 1788 in Frankreich; † 15. April 1840 in Sankt Petersburg) war ein in Russland tätiger französischer Schlachtenmaler.

## Leben
Er studierte an der École des Beaux-Arts in Paris Malerei bei Antoine-Jean Gros. Er nahm als französischer Offizier des 10. Husarenregimentes am Russlandfeldzug 1812 teil und wurde während der Schlacht bei Krasnoje von den Kosaken gefangen genommen. 
Nach der Befreiung im Jahre 1814 blieb er in Russland und erhielt die russische Staatsbürgerschaft. 1815 stellte er der Kaiserlichen Akademie der Künste in St. Petersburg sein Bild mit der Darstellung eines russischen Offiziers im Kampfe mit den französischen Schützen vor, 1817 ein anderes Schlachtenbild, was ihm jedoch den ersehnten Akademikertitel nicht erbrachte. Auguste-Joseph Desarnot wurde erst 1827 Akademiemitglied nach der Vorstellung eines Bildes mit der Darstellung seiner eigenen Gefangennahme.
In den Jahren 1829 bis 1830 besuchte er mit der Expedition des Grafen Hans Karl von Diebitsch-Sabalkanski die Türkei. Dort erstellte er viele Skizzen, die er nach der Rückkehr in Zusammenarbeit mit dem Bibliothekar des Zaren, C. Sayger zu einer Sammlung von Lithografien verarbeitete, die im „Album d’un voyage en Turquie fait par ordre de sa majesté l’empereur Nicolas 1er en 1829 et 1830, par C. Sayger & A. Desarnod“, beim Pariser Verlag von Firmin Didot Frères, 1834 erschien.
Desarnods gleichnamiger Sohn Auguste-Joseph Desarnod (1812–1850) wurde ebenfalls Maler, beschäftigte sich auch mit der Daguerreotypie. Er wohnte von 1842 bis 1848 in Porvoo im Süden Finnlands. 